# Mercury Bay
Koordinaten: 36° 47′ 0″ S, 175° 48′ 0″ O
Die Mercury Bay ist eine große V-förmige Bucht an der östlichen Pazifikküste der Coromandel Peninsula in Neuseeland. Die Mündung der Bucht ist etwa 10 km breit und etwa 10 km tief.
In der Mitte der Bucht verengt sich die Bucht zu einer schmalen Durchfahrt, dahinter bildet sich der Whitianga Harbour, ein Naturhafen mit mehreren Armen, der sich weitere 6 km in das Land erstreckt. An der Nordseite der Engstelle liegt die Gemeinde Whitianga. Eine Fähre überquert die Enge nach Cooks Beach. Weitere Orte um die Bucht sind Kaimarama und Coroglen.
Der New Zealand State Highway 25 verläuft um die Bucht und durch Whitianga.
Nördlich und südlich der Mündung liegen mehrere kleine Inselchen. Die Mercury Islands liegen über 10 km entfernt im Norden.
In die Bucht münden mehrere kleine Flüsse, die ihr Einzugsgebiet in der Coromandel Range haben, darunter der Mahakirau und Kaimarama River, Ounuora, Waiwara, Kapowai und Whanuakite River.
Die Bucht wird von Sportfischern geschätzt, so kann hier der Marlin gefangen werden. In der Bucht gibt es auch einen Yachtclub, den Mercury Bay Yacht Club, der 1988 der Herausforderer in Neuseelands erster Challenge für den America’s Cup war.
Am Südwestufer des äußeren Teiles der Bucht liegt der Ort Cooks Beach. Ein Steinsockel erinnert an die Landung von James Cook und seine Beobachtung des Durchgangs des Merkur.